# Енисейская территориальная генерирующая компания
ОАО «Енисейская ТГК (ТГК-13)» — российская компания, работающая на территории Красноярского края и Хакасии. Полное наименование — "Открытое акционерное общество «Енисейская территориальная генерирующая компания (ТГК-13)». Входит в Группу «Сибирская генерирующая компания».

## История
Основана в 2006 году в результате объединения основных генерирующих активов Красноярского края и Республики Хакасии.
28 апреля 2012 года в ходе реорганизации группы «Сибирская генерирующая компания» (СГК) из состава ОАО «Енисейская ТГК (ТГК-13)» в отдельные акционерные общества были выделены ОАО «Красноярская ТЭЦ-1», ОАО «Назаровская ГРЭС», ОАО «Красноярская теплотранспортная компания» (КТТК), ОАО «Красноярская ТЭЦ-4».
С 1 января 2013 года новые общества, выделенные из состава ОАО «Енисейская ТГК (ТГК-13)», приступили к полноценной операционной деятельности. Для оперативного управления энергокомпаниями создан Красноярский филиал ООО «Сибирская генерирующая компания». В Абакане работает представительство ООО «Сибирская генерирующая компания». За стратегическое развитие всех предприятий отвечает головной офис ООО «Сибирская генерирующая компания».

## Собственники и руководство
Всего выпущено 159 149 055 713, 44 шт. обыкновенных именных акций номиналом 0,01 руб.
Структура акционерного капитала (на 14 августа 2013 года):
- Siberian Energy Investments Ltd — 61,2 %;
- ОАО «Сибэнергохолдинг» — 13,7 %.

Входит в группу «Сибирская генерирующая компания» (вместе с ОАО «Кузбассэнерго»), которая осуществляет производство и продажу электро- и тепловой энергии, а также обеспечивает передачу тепла. Группа компаний ведет деятельность на территории Кемеровской области, Алтайского и Красноярского края, Республики Хакасия. В общем объеме генерации ОЭС Сибири совокупная доля ООО «СГК» составляет около 20 %. Основным топливом является уголь. Основной рынок сбыта — ОРЭМ.

## Деятельность
Основными видами деятельности компании являются:
— поставка (продажа) электрической энергии, пара и горячей воды (тепловой энергии) по установленным тарифам в соответствии с диспетчерскими графиками электрических и тепловых нагрузок;
— производство электрической энергии;
— производство пара и горячей воды (тепловой энергии);
— деятельность по получению (покупке) электрической энергии с оптового и розничного рынка электрической энергии (мощности);
— деятельность по получению (покупке) тепловой энергии от сторонних организаций;
— реализация тепловой энергии потребителям, в том числе энергосбытовым организациям.
Общая установленная электрическая мощность предприятий, входящих в ОАО «Енисейская ТГК (ТГК-13)», составляет — 1164 МВт. Установленная тепловая мощность — 3017,4 Гкал/ч.
Основным топливом для станций компании является бурый уголь.

### Показатели деятельности
Выработка в 2015 году составила 6 942 млн кВт·ч электроэнергии и 7 219 тыс. Гкал тепловой энергии.

## Филиалы
- Красноярская ТЭЦ-1;
- Красноярская ТЭЦ-2;
- Красноярская ТЭЦ-3;
- Красноярская теплосеть;
- Канская ТЭЦ;
- Минусинская ТЭЦ;
- Абаканская ТЭЦ;
- Красноярская ГРЭС-2